# Voussac
Voussac település Franciaországban, Allier megyében. Lakosainak száma 493 fő (2022. január 1.). Voussac Deux-Chaises, Fleuriel, Monestier, Saint-Marcel-en-Murat, Target, Le Theil és Sazeret községekkel határos.

## Népesség
A település népessége az elmúlt években az alábbi módon változott:
| Lakosok száma | 680  | 458  | 400  | 460  | 463  | 473  | 480  | 484  | 489  | 493  |
|               | 1968 | 1982 | 1990 | 2006 | 2013 | 2015 | 2017 | 2019 | 2020 | 2022 |